# トシオ・モリ
トシオ・モリ（Toshio Mori、森敏雄または森壽夫、1910年3月3日 - 1980年4月12日）はアメリカ合衆国の作家。日系アメリカ文学の先駆者であり、戦前の日系社会を描いた代表作『カリフォルニア州ヨコハマ町』は、ワシントン大学出版局の「アジア系アメリカ文学の古典」シリーズとして2015年に第3版が刊行された。日系アメリカ人作家の作品が最初に評価されたのは1970年代であり、モリは晩年から没後にかけて高い評価を受けることになった。

## 背景
トシオ・モリは1910年3月3日、カリフォルニア州オークランド（アラメダ郡）でヒデキチ・モリ（森秀吉）と妻ヨシの第三子として生まれた。
日本人のハワイへの移民は、主に1885年2月から1894年6月まで日本とハワイ王国との契約（日布渡航条約）に基づいて渡航した官約移民、1894年7月から1900年6月まで民間企業の斡旋により渡航した私約移民、その後1908年1月に一般の移民が禁止されるまで契約によらずに渡航した自由渡航移民に分けられるが、ヒデキチは、1899年12月に広島県佐伯郡大竹町（現大竹市）から私約移民としてハワイに渡った(広島県人の移民)。ハワイのサトウキビ畑で3年間働いた後、1904年に他の日系人とともにサンフランシスコに渡り、サンフランシスコの東約13キロのオークランドで日系人向けの風呂屋を買い取って経営した。1908年に妻ヨシを日本から呼び寄せ、1910年にトシオが生まれた後、1912年に長男マサオ（政雄）と次男タダシ（忠）を呼び寄せた（1908年1月に一般の移民が禁止された後も、1924年7月に日本人移民が完全に禁止されるまでは、再渡航およびハワイ在住日系移民の家族呼び寄せは許可されていた）。

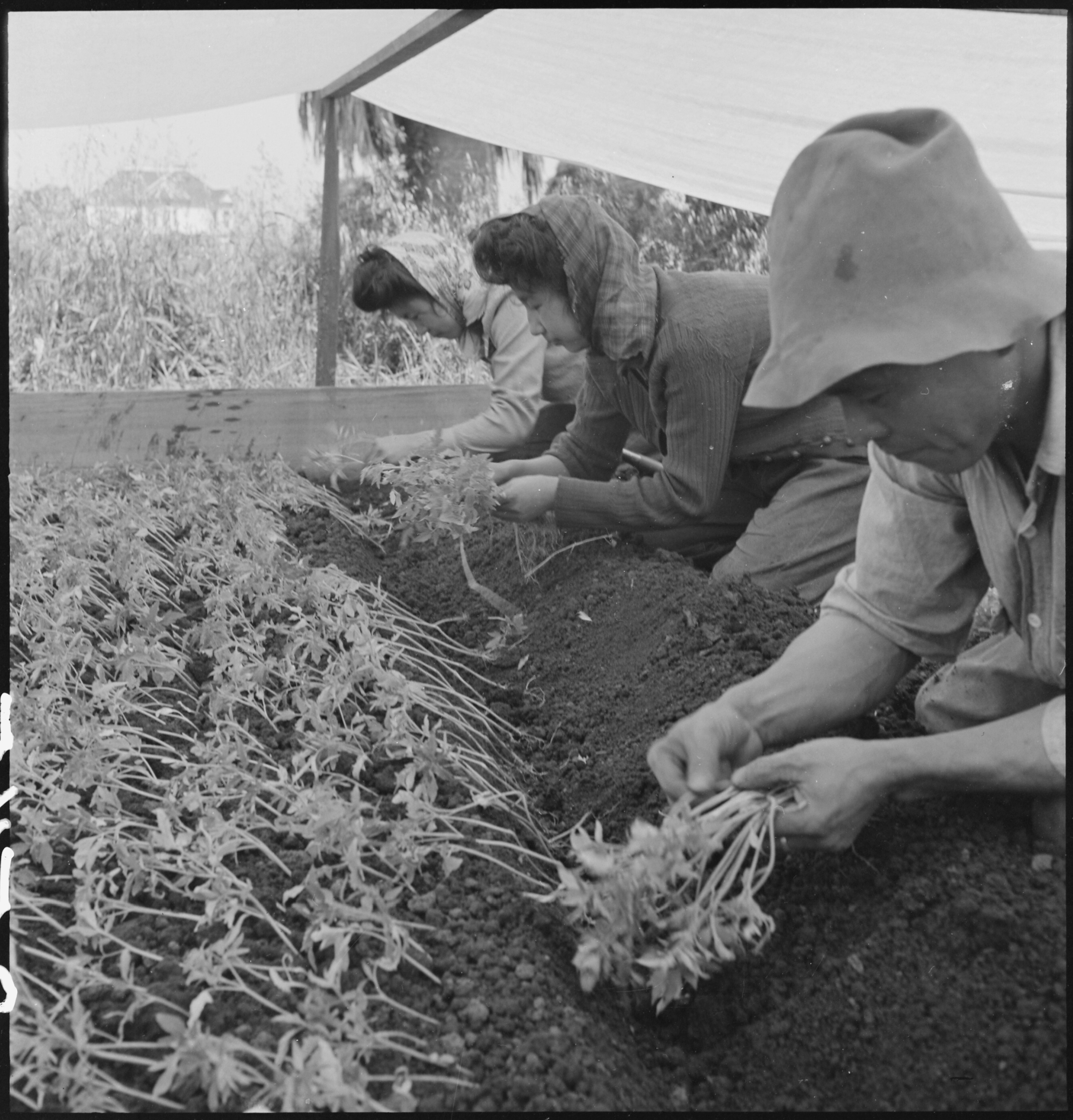
強制移住の10日ほど前に苗の植え替えをするサンレアンドロの日系家族（1942年4月26日、写真：ドロシア・ラング、カレッジパーク国立古文書館所蔵）

一家は1915年にオークランドの南約15キロのサンレアンドロに引っ越し、花卉（カーネーションや菊）の栽培を始めた。当時、日系一世は1790年の帰化法により市民権取得資格がなく、さらに、1913年のカリフォルニア州外国人土地法により、市民権取得資格のない外国人（主に日系および他のアジア系一世）の土地所有および3年以上の賃借が禁止されたため、小作農として白人の土地を数年借りて、農地から農地へ転々とする生活を繰り返していたが、モリ家は米国生まれの（したがって市民権を有する）トシオ名義で土地を購入した。
モリはオークランドの小学校まで歩いて通い、早くも9歳から両親の農作業を手伝った。将来はプロ野球選手、画家、または仏教伝道師になりたいと思っていたという。やがて小説に興味を持ち、オー・ヘンリー、スティーヴン・クレイン、シャーウッド・アンダーソン、ギ・ド・モーパッサン、オノレ・ド・バルザック、アントン・チェーホフ、マクシム・ゴーリキー、ニコライ・ゴーゴリなどを読み、自分でも物語を書くようになった。日中は農作業を手伝い、夜10時から深夜2時まで机に向かった。家庭では日本語を話したため、英語の習得に苦労した。語彙を増やすために辞書を読んで40,000語暗記しようとしたという。

## 著作活動
日系一世は、日系人のみのコミュニティーに暮らすことで反日感情・疎外感から解放され、日本の伝統、価値観、封建的な習慣を守ることで文化的アイデンティティを維持していた。モリの初期の作品の舞台は、こうした強い絆で結ばれた日系社会であった。だが、大手の雑誌に作品を送ってもことごとく拒否され、「毎日、たくさんの不掲載の通知を受け取っているうちに、掲載されるかどうかは結局さほど重要ではない」と思うようになり、サンフランシスコに拠点を置く日系二世の『カレント・ライフ』、『コースト』、『コモン・グラウンド』、『パシフィック・シティズン』、『ニュー・ディレクションズ』、『クリッパーズ』、『ライターズ・フォーラム』、『マトリックス』などに寄稿し始めた。やがて大手の雑誌からも励ましの手紙を受け取るようになった。没後20年の2000年に刊行されたトシオ・モリ作品選集『未完成のメッセージ』には戦前にウィリアム・サローヤンに宛てた手紙が初めて掲載されたが、モリを励ましたのも、彼の代表作『カリフォルニア州ヨコハマ町』の序文を書いたのもサローヤンである。モリは『カリフォルニア州ヨコハマ町』を1942年に発表する予定であったが、太平洋戦争が勃発したため、刊行されたのは7年後のことである。

## トパーズ強制収容所

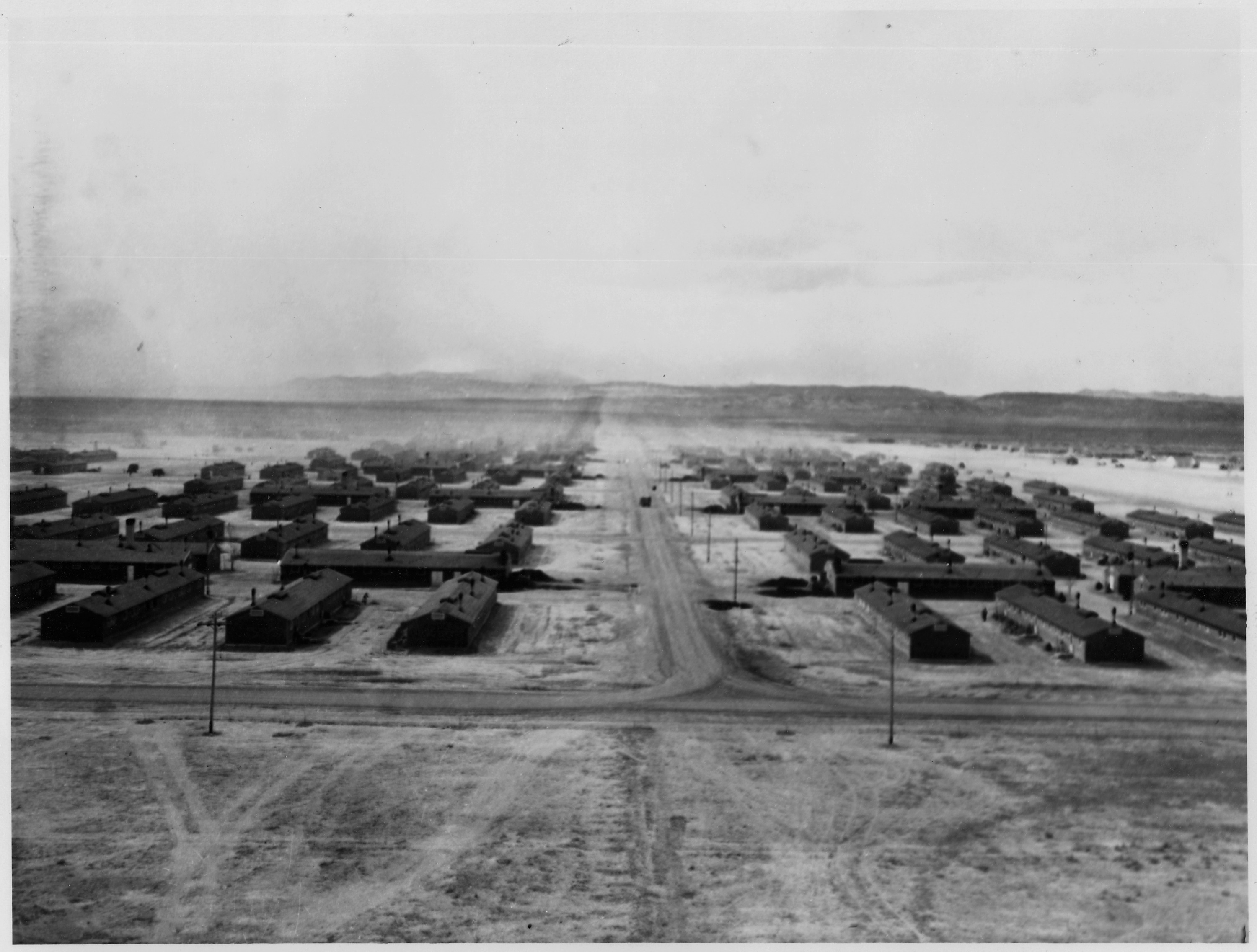
トパーズ強制収容所（1943年3月14日、カレッジパーク国立古文書館所蔵）

1941年12月の日本軍の真珠湾攻撃の後、1942年2月19日、ルーズベルト大統領が発令した大統領令9066号により、日系人の強制立ち退き（強制収容）が始まり、カリフォルニア州、オレゴン州、ワシントン州に住む約12万人の日系人が内陸部の10の収容所に送られた。ドイツ系やイタリア系の住民は強制立ち退きを要求されなかったことから、「（真珠湾攻撃という）戦争の成り行きというより根強い人種偏見から出ていたこと」は明らかであり、「日系アメリカ人は実際、ドイツ系やイタリア系の市民より深く疑われ、過酷な扱いを受けた」。また、強制収容所に送られた日系人の3分の2は市民権を持つ二世、すなわち「アメリカ人」であり、三世を含めると78%が市民権を有していた。さらに、合衆国政府は「強制収容所 (concentration camp)」という言葉は使わなかった。拘禁、拘留、監禁、強制収容、隔離を表わす他の言葉 (internment、incarceration) も使わず、「赴任、異動」の意味もある「移住 (relocation)」という言葉を使って「戦時移住センター (War Relocation Center)」と名付けた。この婉曲的な表現からも、日系人強制収容の意味が不透明である。モリは、1942年にカリフォルニア州サンブルーノのタンフォラン仮収容所に収監された後、トパーズ強制収容所に送られた。強制収容所はユタ州の砂漠の中にあり、寒さが厳しいうえに、たびたび砂嵐に襲われた。医療設備も整っていなかったため、とりわけ高齢の一世にとっては過酷な環境であった。当時学生であった二世作家のヨシコ・ウチダは、後にこの収容所での体験に基づいて自伝的小説『トパーズへの旅』、『荒野に追われた人々』を著したが、刊行されたのはいずれも1970年代であり、1948年の日系人退去補償請求法では考慮されなかった無形の損害、侵害された自由、尊厳などの回復を求めた補償運動が始まった頃のことである。
モリは収容所で新聞『トパーズ・タイムズ』と季刊文芸誌『トレック』に寄稿した。『トレック』には画家ミネ・オオクボが描いたトパーズ収容所の絵が多数掲載され、1946年に『市民13660号 ― 日系女性画家による戦時強制収容所の記録』として発表された。モリは、強制収容所には「語られなければならない8000もの物語があった」と述べている。実際、この間に書かれた収容所体験に基づく小説「ムラタ兄弟」、およびその他の短編や随筆は、『カリフォルニア州ヨコハマ町』を書いた作家モリとは異なるモリを理解する上で重要な作品だが、「ムラタ兄弟」が発表されたのは、これも没後20年の2000年に刊行された作品選集『未完成のメッセージ』においてである。兵役志願によってアメリカ市民としての忠誠を示そうとするヒロと、アメリカ市民としての権利を主張し、兵役を拒否し、刑務所生活を余儀なくされるフランクの対立・葛藤を描いたこの中編小説は、ヒロのように米国への忠誠を示すために第442連隊戦闘団に志願し、戦闘で重傷を負った弟カズオと家族に捧げられている。

## カリフォルニア州ヨコハマ町
収容所の解放後、モリはサンレアンドロの花卉栽培の再建に忙殺された。1947年にヒサコ・ヨシワラと結婚し、一子スティーヴンをもうけた（スティーヴンは『未完成のメッセージ』に緒言を寄せている）。1949年にはオークランドに戻り、ようやく、1932年から41年にかけて書いた短編に戦時中に書いた2編を加えた短編集『カリフォルニア州ヨコハマ町』を発表した。これはシャーウッド・アンダーソンの『ワインズバーグ・オハイオ』の影響を受けて書かれた作品であり、『ワインズバーグ・オハイオ』がオハイオ州のワインズバーグという架空の町を舞台にした22編の短編によって構成されるように、『カリフォルニア州ヨコハマ町』はカリフォルニア州のヨコハマ町という架空の町を舞台にした22編の短編によって構成される。ヨコハマ町は日系社会であり、モリの両親の出身地である広島県南西部の瀬戸内沿岸に、地元でヨコハマと呼ばれる地域があったという。序文を寄せたサローヤンは、「何千人といるアメリカの隠れた作家の中で、トシオ・モリほど英語を書くことが下手な人は、三人といないであろう」と語り、にもかかわらず、「トシオ・モリはおそらく現在アメリカにおける最も重要な作家の一人である」と評している。さらに、「物を通して真実を見、人間を通して、愚者を偉大で厳粛なヒーローに変える不可思議で喜劇的で憂鬱な真理を見ることができる」作家、「理解、同情、寛容、温情」といった心をもった作家であると称賛した。

## アジア系アメリカ人運動

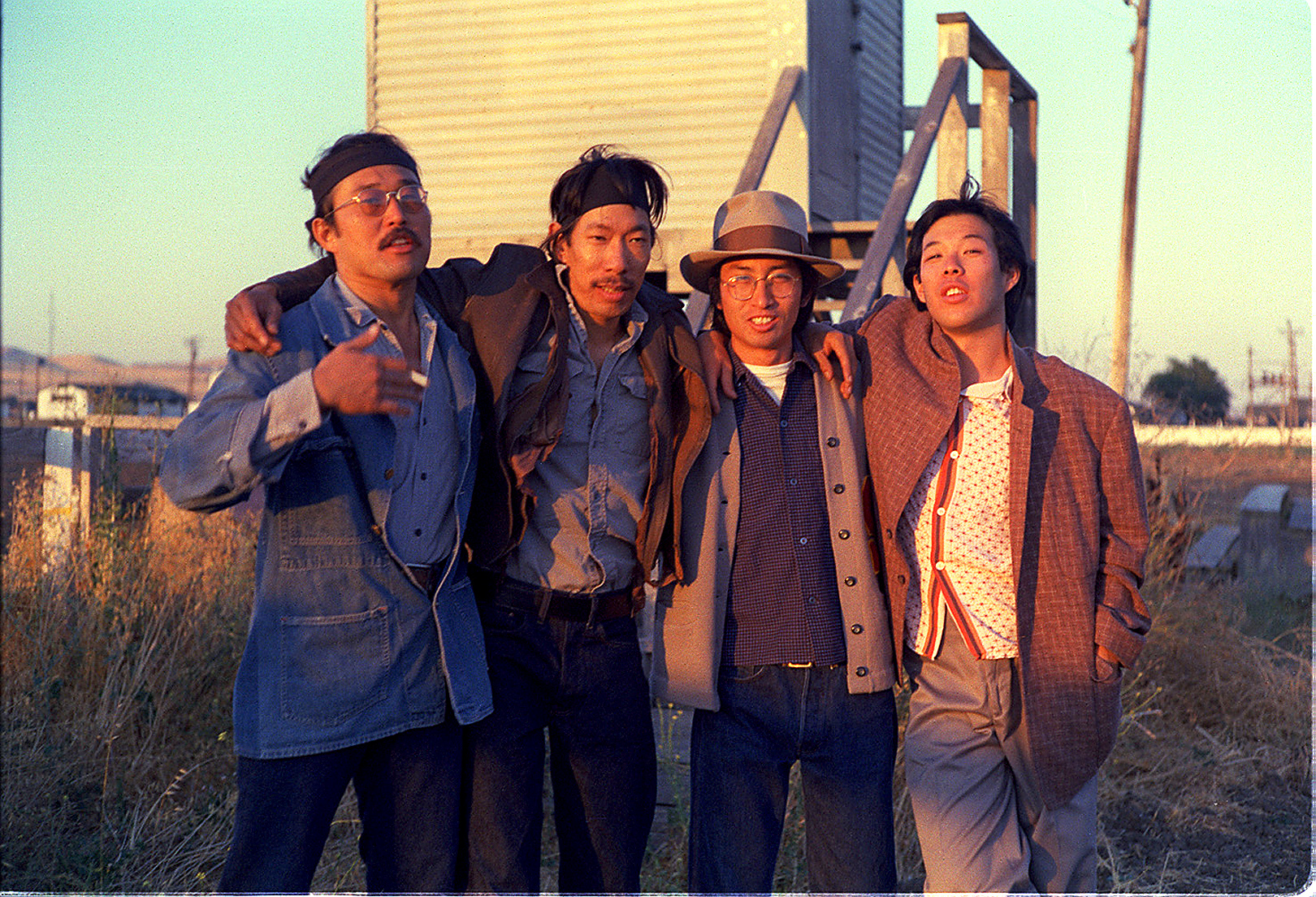
向かって左からローソン・イナダ、フランク・チン、ショーン・ウォン、俳優のマイケル・チャン（1976年、ジョン・コーティ監督映画『マンザナーよ、さらば』のロケーションで。写真提供：Nancy Wong）

だが、モリはこの後20年以上にわたって忘れられた作家となっていた。再評価のきっかけは、1974年に劇作家のフランク・チン、詩人のローソン・フサオ・イナダ、作家・大学教員のショーン・ウォン、アジア系アメリカ文学研究者のジェフリー・ポール・チャンが編纂した『アイイー! ― アジア系アメリカ作家作品選集』である。1970年代初頭は60年代の黒人公民権運動のうねりが他のマイノリティにも波及し、上述の日系人収容者に対する補償請求運動と併せて、アジア系アメリカ人運動が起こった時代であり、こうした運動から生まれたアジア系アメリカ文学の記念碑的アンソロジーが『アイイー!』である。本書には、モリの「すばらしいドーナツを作る女」（『カリフォルニア州ヨコハマ町』所収）のほか、ヒサエ・ヤマモトの短編「ヨネコの地震」、ワカコ・ヤマウチの短編「そして心は踊る」、ジョン・オカダの『ノー・ノー・ボーイ』の抜粋、モトコ・イコの「金時計」が収められた。ヤマウチの「そして心は踊る」が最初に発表されたのは1940年代後半、ヤマモトの「ヨネコの地震」は1951年、オカダの『ノー・ノー・ボーイ』は1957年で、いずれも日系移民の生活や強制収容を題材としているが、これまでほとんど注目されることがなかった。日系アメリカ文学を代表するこれらの作家が高い評価を受けたのは、『アイイー!』刊行後のことである。1991年には同じ編纂者による続編『ビッグ・アイイー! ― 中国系・日系アメリカ文学アンソロジー』が刊行され、モリ、ヤマウチ、ヤマモト、オカダの作品のほか、モニカ・ソネ、ミルトン・ムラヤマ、ヒロシ・カシワギ、ジョイ・コガワ（日系カナダ人作家）、八島太郎、ミノル・ヤスイなどさらに多くの日系作家の、小説だけでなく随筆、詩、俳句、短歌なども収められることになった。こうした動きを受けて日本でも1970年代後半に日系アメリカ文学の研究が始まり、英語による文学の翻訳が出版された。『カリフォルニア州ヨコハマ町』の邦訳が刊行されたのは1978年であり、1992年に新装版が出された。1978年には長編小説『広島から来た女』、翌79年には『排外主義者ほか短編集』が出版された（いずれも未訳）。短編集の序文はヒサエ・ヤマモトが書いている。

## 死去・没後
1980年4月12日、モリは心筋梗塞のため死去した。享年、70歳。
1985年にはワシントン大学出版局から『カリフォルニア州ヨコハマ町』の新版が刊行され、サローヤンの序文にさらにローソン・フサオ・イナダの序文が加わった。イナダはこの作品を「時代の雰囲気と人々（日系人）の感じ方、見方、生き方を映し出す輝き」である、「大衆演劇や茶番といった日本の伝統的な芝居に通じるもの」があり、サローヤンが親しみを込めて書いたモリの英語についても、平易な英語で「日本語の話し言葉のニュアンス」を伝えていると評している。さらに、2015年には第3版がワシントン大学出版局の「アジア系アメリカ文学の古典」シリーズとして刊行され、サローヤン、イナダの序文にさらに文学・エスニック研究者のシャオジン・ジョウの序文が加わった。なお、イナダは2000年刊行のトシオ・モリ作品選集にも序文を寄せている。
1986年、イシュマエル・リードが1976年に設立したビフォー・コロンブス財団のアメリカ図書賞を受賞した。

## 著書
- Yokohama, California, Caxton Printers, Ltd., 1949 (序文: William Saroyan), University of Washington Press (Seattle, WA), 1985 (序文: Lawson Fusao Inada and William Saroyan), 2015 (Series: Classics of Asian American Literature; 序文: Xiaojing Zhou, Lawson Fusao Inada and William Saroyan); Contents: Tomorrow Is Coming, Children / The Woman Who Makes Swell Doughnuts / The Seventh Street Philosopher / My Mother Stands on Her Head / Toshio Mori / The End of the Line / Say It with Flowers / Akira Yano / Lil’ Yokohama / The Finance over at Doi’s / Three Japanese Mothers / The All-American Girl / The Chessmen / Nodas in America / The Eggs of the World / He Who Has the Laughing Face / Slant-Eyed Americans / The Trees / The Six Rows of Pompons / Business at Eleven / The Brothers / Tomorrow and today.
  - 『カリフォルニア州ヨコハマ町』大橋吉之輔訳、毎日新聞社、1978年、(新装版) 1992年（所収作品：子供たちよ / すばらしいドーナツを作る女 / 七丁目の哲学者 / ママの怒り / テルオ（あるいは、トシオ・モリ）/ 終点 / 花を召しませ / アキラ・ヤノ / リトル・ヨコハマ / サトル・ドイの株式操作 / 三人の日本の母 / アメリカ娘ナンバーワン / はぐれ駒 / ノダ家の人たち / 世界中の卵 / 笑う男 / 日本人の顔を持ったアメリカ人 / 木 / ポンポンダリア / 十一歳のビジネスマン / 兄と弟 / 明日と今日と）。
- Woman from Hiroshima (広島から来た女), Isthmus Press (San Francisco, CA), 1978 - 長編小説。
- The Chauvinist and Other Stories (排外主義者ほか短編集), introduction by Hisaye Yamamoto, Asian-American Studies Center, University of California (Los Angeles, CA), 1979; Contents: Callings Near and Far (The Chauvinist / 1936 / Abalone, Abalone, Abalone / The Distant Call of the Deer / Japanese Hamlet), The Daily Work (Confessions of an Unknown Writer / Operator, Operator! / It Begins with the Seed and Ends with a Flower Somewhere), Families (Miss Butterfly / Between You and Me / Through Anger and Love), Separate Lives (My Uncle in the Philippines / The Loser / Four-bits), Conversations Overheard (Oakland, September 17 / The Sweet Potato / Strange Bedfellows), The War Year (1, 2, 3, 4, Who Are We For? / The Long Journey and the Short Ride / The Travelers / The Man with Bulging Pockets / Unfinished Message), Hawaiian Note.
- Unfinished Message: Selected Works of Toshio Mori (未完成のメッセージ ― トシオ・モリ作品選集), introduction by Lawson Fusao Inada, foreword by Steven Y. Mori, Heyday Books (Berkeley, CA), 2000; Contents (* 初所収) Through Anger and Love / 1936 / Lil' Yokohama / The Distant Call of the Deer / The Seventh Street Philosopher / The Woman Who Makes Swell Doughnuts / Toshio Mori / The Chauvinist / The Trees / The Chessmen / The Sweet Potato / The Garden* / Slant-Eyed Americans / The travelers / Letters from Toshio Mori to William Saroyan* / The Brothers Murata* / Unfinished Message / An Interview with Toshiro Mori by Russell Leong.*

- "Topaz Station" (トパーズ駅) -『トレック』第1巻第1号 (1942年12月) 掲載[15]。
- 「子供たちよ 明日と言ふ日はきっと来ますよ」（歴史的仮名遣）- 『トレック』第1巻第2号 (1943年2月) 掲載[16]。
- "One Happy Family" (ある幸福な家庭) - 『トレック』第1巻第3号 (1943年6月) 掲載[17]。
- "Send These, the Homeless" (これら寄る辺なき民を送りたまえ) - 1943年に書き始めた未刊長編小説。

## 参考資料
- Russell Leong, "An Interview with Toshio Mori," in Unfinished Message: Selected Works of Toshio Mori, Heyday Books (Berkeley, CA), 2000, pp. 215–224.
- Nancy Matsumoto, "Toshio Mori," Densho Encyclopedia.
- 田中久男「トシオ・モリの「ムラタ兄弟」とトパーズ収容所での創作活動」『中・四国アメリカ文学研究』第51号、2015年6月、1-12頁。